# أيوب الماس
أيوب الماس (مواليد 15 ديسمبر 1978) هو سبّاح إماراتي، مثّل بلاده في الألعاب الأولمبية الصيفية 2000.

## روابط خارجية
أيوب الماس على موقع أوليمبيديا (الإنجليزية)